# Фоти, Томмазо
Томмазо Фоти (итал. Tommaso Foti; род. 28 апреля 1960, Пьяченца, Эмилия-Романья) — итальянский политический и государственный деятель, член партии «Братья Италии», министр без портфеля по европейским делам и сплочению регионов (с 2024).

## Биография
Родился 28 апреля 1960 года в Пьяченце, окончил научный лицей. В 1980 году избран в муниципальный совет Пьяченцы, состоял в Итальянском социальном движении. В 1995 году последовал за сторонниками Джанфранко Фини в Национальный альянс, впоследствии состоял в партии Народ свободы, а после её раскола перешёл в партию Братья Италии.
В 1996 году в 31-м избирательном округе Пьяченцы избран по списку «Народа свободы» в Палату депутатов Италии, в 2013 году выдвинул свою кандидатуру по списку «Братьев Италии», но проиграл и лишился мандата. В 2018 году вернулся в парламент, в 2022 году переизбран и 9 ноября 2022 года возглавил фракцию «Братьев Италии».
2 декабря 2024 года ввиду отставки Раффаэле Фитто, вошедшего во вторую комиссию фон дер Ляйен, Фоти назначен министром без портфеля по европейской политике, сплочению и осуществлению плана восстановления после пандемии COVID-19 в правительстве Мелони.